# Marylebone Road
Marylebone Road è un'importante strada nella Central London, nel quartiere di Westminster. Si estende da est a ovest da Euston Road a Regent's Park fino a Westway a Paddington. La strada ha tre file in ciascuna direzione, fa parte della London Inner Ring Road e fa anche parte dell'area di confine all'interno della quale viene effettuato la London congestion charge. Oltre al fatto che Marylebone Road fa parte della tangenziale e si fonde con la A40 (e quindi con la motorway M40) in direzione ovest, è anche una sorta di afflusso della A5 e della motorway M1 a nord. A questo proposito, la maggior parte dei trasporti che partono dal centro di Londra e si dirigono verso la Midlands e l'Inghilterra settentrionale, percorrono questa strada. Pertanto, è spesso difficile viaggiare.

## Storia
In effetti, Marylebone Road è stata la prima tangenziale di Londra. La costruzione della New Road, come fu chiamata per la prima volta, iniziò nel 1756 lungo il confine settentrionale dell'area edificata.
Il nome Marylebone deriva dalla chiesa di Santa Maria, costruita sulle rive di un piccolo ruscello in una zona chiamata Tyburn. La chiesa e l'area circostante furono in seguito conosciute come St Mary Le Bone. Nel tempo, il nome fu ridotto al moderno Marylebone. Attualmente, la chiesa parrocchiale di St Marylebone si trova a sud di Marylebone Road, di fronte alla Royal Academy of Music di Londra, in cima a Marylebone High Street.
La strada Baker Street attraversa Marylebone Road, e l'incrocio delle due strade è stesso chiamato (ma non più ufficialmente) Marylebone Circus.

## Turismo

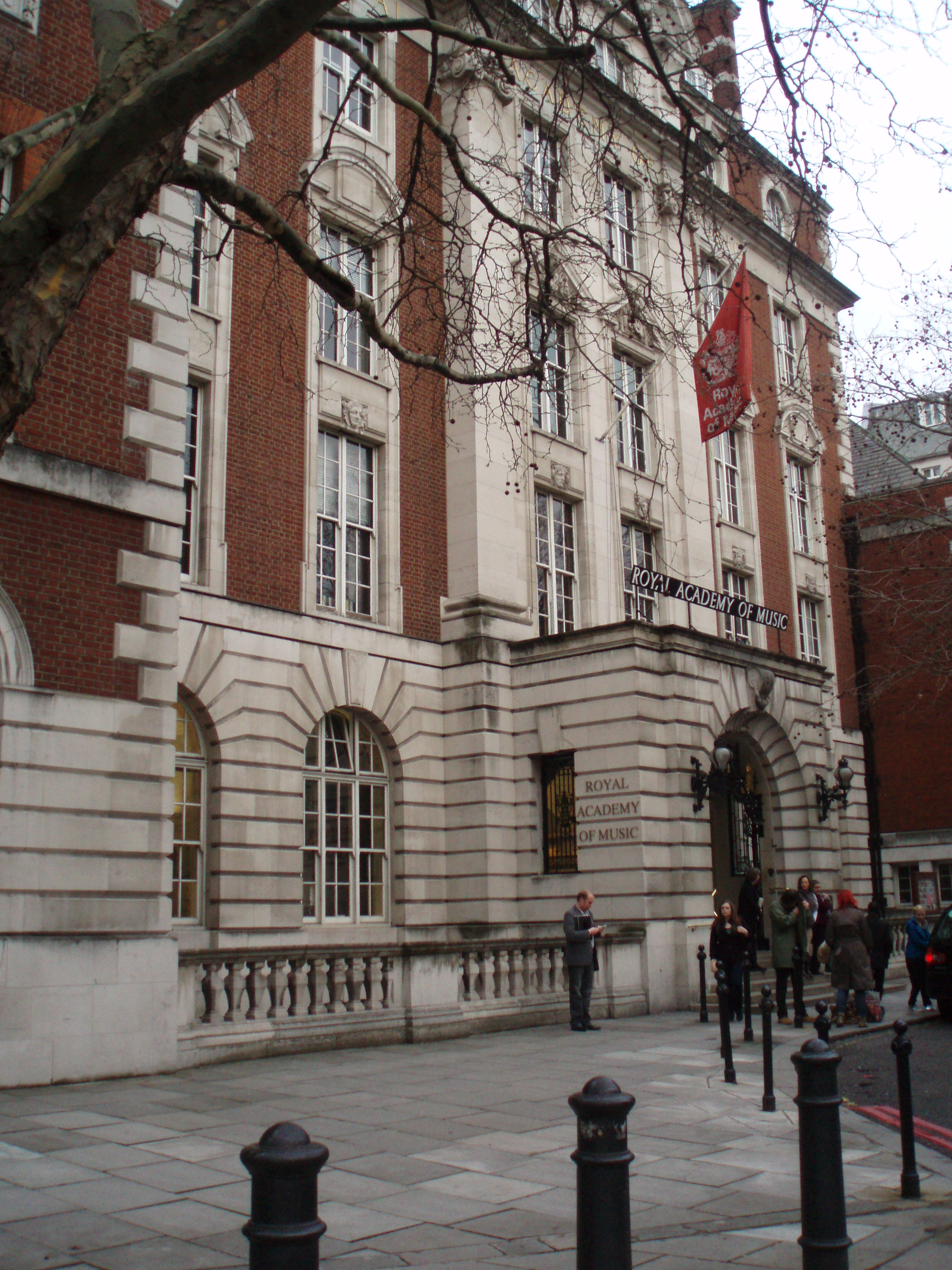
La Royal Academy of Music.

Una delle principali rotte turistiche di Londra si trova su Marylebone Road. Qui si trova il museo delle cere di Madame Tussauds. La Royal Academy of Music e l'ex Great Central Hotel, che ora porta il nome di The Landmark London si trovano qui.

## Trasporto

### Linee delle stazioni principali
- Marylebone
- Paddington

### Stazioni della metropolitana
- Edgware Road (1907)
- Edgware Road (1863)
- Marylebone
- Paddington
- Baker Street
- Regent's Park
- Great Portland Street